# Gerda Mundorf
Gerda Mundorf (* 24. Januar 1913; † 1. Februar 1983) war eine deutsche Pädagogin mit dem Schwerpunkt Geschichte der deutschen Pädagogik.
Die Neulehrerin wurde nach dem Fachstudium der Psychologie und dem Staatsexamen in Pädagogik seit 1951 im Deutschen Pädagogischen Zentralinstitut (DPZI) tätig, zunächst in der Zweigstelle Dresden, dann in der Berliner Zentrale als Leiterin der Sektion Geschichte der Erziehung. 1955 promovierte sie an der HU Berlin über Johann Gottfried Herder. Auch arbeitete sie über Wolf Bernhard von Tschirnhaus, Fröbel und den Philanthropismus. Sie wurde in das Herausgeberkollegium unter Heinrich Deiters für die Gesamtausgabe der Werke von Adolph Diesterweg berufen. 
Im Jahr 1958 wechselte sie im Zuge einer politischen Disziplinierung an die Akademie der Wissenschaften der DDR und beteiligte sich am Aufbau der Arbeitsstelle der Kommission für Deutsche Erziehungs- und Schulgeschichte. Ihre Sekretärin war in der Zeit des Nationalsozialismus beim Reichsgesundheitsführer Conti tätig gewesen, was Mundorf angeblich gewusst habe. Einzig Karl-Heinz Günther blieb als Bildungshistoriker im DPZI, weil die historische Arbeit als belanglos für die Weiterentwicklung des sozialistischen Schulwesens galt. In ihrer neuen Stelle erhielt sie den Professorentitel. 1973 wurde ihr vom ZK der SED im Neuen Deutschland zum 60. Geburtstag gratuliert.

## Schriften
- Die Muttersprache im pädagogischen Werk Herders, Volk und Wissen, Berlin 1956
- Herders Ansichten über die pädagogische Funktion der Muttersprache und sein Wirken für eine Verbesserung des Deutschunterrichts, Diss. HU Berlin 1955
- Beiträge zur Geschichte des Philanthropismus : Vorträge auf d. wissenschaftl. Kolloquium über den Philanthropismus am 19. u. 20. Dezember 1956 in Dessau. Veranstaltet von d. Sektion Geschichte der Pädagogik und der Volksbildung im Deutschen Pädagogischen Zentralinstitut, Berlin 1957

## Einzelbelege
1. ↑  ZK der SED gratuliert Genossin Prof. Dr. Mundorf. Neues Deutschland, 24. Januar 1973, abgerufen am 11. August 2018.

| Personendaten    | Personendaten        |
| ---------------- | -------------------- |
| NAME             | Mundorf, Gerda       |
| ALTERNATIVNAMEN  | Mundorf, Maria-Gerda |
| KURZBESCHREIBUNG | deutsche Pädagogin   |
| GEBURTSDATUM     | 24. Januar 1913      |
| STERBEDATUM      | 1. Februar 1983      |
| STERBEORT        | Berlin               |